# Heloneida Studart
Heloneida Studart (Fortaleza, 25 de abril de 1932 — Rio de Janeiro, 3 de dezembro de 2007) foi uma escritora, ensaísta, teatróloga, jornalista, defensora dos direitos das mulheres e política brasileira.
Foi seis vezes deputada estadual do Rio de Janeiro pelo MDB, pelo PSDB e pelo Partido dos Trabalhadores. Heloneida foi uma das grandes figuras da política e do movimento feminista brasileiro. Perseguida e presa pela ditadura militar em 1969, elegeu-se deputada estadual pelo Rio de Janeiro em 1978, pelo MDB com 60 mil votos. Seria reeleita em 1982 e, em 1988 ela deixaria o MDB para se filiar ao PT. Ao todo, Heloneida exerceu seis mandatos como deputada estadual. 
Foi vice-presidente da Comissão Parlamentar de Controle do Meio-Ambiente, presidente da Assembleia Legislativa do Rio de Janeiro (Alerj) de 1981 a 1982; foi integrante das comissões especiais sobre os direitos da mulher e, durante o seu terceiro mandato, foi vice-líder da bancada do PT na Assembleia Legislativa. Foi uma das principais articuladoras do Centro da Mulher Brasileira, considerada a primeira entidade feminista do Brasil. Atuou como foi constituinte e fez parte da articulação feminista no Congresso que atuou para instituir os 120 dias de licença-maternidade.

## Biografia
Heloneida nasceu em 1932, em Fortaleza, no Ceará. Era sobrinha-neta, por parte de mãe, do médico e historiador barão de Studart, súdito do rei Jorge V, vice-cônsul do Reino Unido no Ceará. Seu trisavô por parte de pai, Antônio Marcos Bezerra de Menezes, foi ministro da guerra da Confederação do Equador. Seu tio, Antônio Bezerra de Menezes, foi o abolicionista mais destacado do Ceará.
Seu pai, Soares Bezerra de Menezes, era natural de Baturité, no interior do Ceará. Funcionário público, não tinha curso superior, mas era um ávido leitor e concedeu acesso a Heloneida à sua biblioteca pessoal. Desde pequena, Heloneida expressava o desejo de ser escritora e jornalista, mas a família desdenhava de seus desejos como sendo sonhos infantis. Diziam que quando ela crescesse e arrumasse um namorado, o desejo passaria. Sua mãe era Edite Studart.
Heloneida estudou no Colégio da Imaculada Conceição, das irmãs de caridade vicentinas, em Fortaleza, e aos 16 anos começou a escrever no jornal O Nordeste. Aos 18 anos, escreveu seu primeiro romance, A primeira pedra. Na época, tendo gostado do livro que escrevera, Heloneida imaginou que não conseguiria publicá-lo no Ceará e que apenas no Rio de Janeiro ela teria essa chance. Seu tio, o engenheiro Osvaldo Studart, era deputado pelo PSD no Rio de Janeiro, e assim Heloneida chegou à então capital federal para conseguir seguir carreira.

## Carreira
Heloneida conseguiu contrato com a editora Saraiva e A primeira pedra foi publicado em 1952, tendo ótimas críticas. Em 1955, publicou seu segundo livro, Diz-me o teu nome, ganhador do prêmio Júlia Lopes de Almeida da Academia Brasileira de Letras e o prêmio Orlando Dantas, organizado pelo Diário de Notícias.
No Rio de Janeiro, Heloneida começou a trabalhar no Sesi. Depois de escrever uma tese sobre favelas que fez bastante sucesso, o Sesi a colocou à frente de um projeto de uma biblioteca itinerante, que consistia em um ônibus adaptado para carregar 500 livros, que frequentava os conjuntos habitacionais da classe trabalhadora construídos por Getúlio Vargas. A cada dia o ônibus ia a um conjunto diferente, onde Heloneida fazia uma palestra educativa sobre saúde e depois oferecia livros para empréstimo ou apresentava um filme de caráter educativo. Este trabalho foi de grande ajuda para o desenvolvimento de sua consciência política: ela pode presenciar as consequências das injustiças sociais no contato direto com os moradores dos conjuntos. No primeiro dia após o golpe militar, em 1964, o projeto acabou.
Ao mesmo tempo, Heloneida escrevia para os jornais Correio da Manhã e Diário de Notícias. Em 1963, ela conheceu um professor, José Cândido Filho, militante do Partido Comunista Brasileiro, que a convidou para organizar um sindicato para a categoria, do qual ela foi vice-presidente. em 1966, a repressão começou a apertar contra o sindicato e José Cândido, sendo perseguido, passou a presidência para Heloneida. Pouco depois de uma manifestação contra o arrocho salarial, Heloneida recebeu uma portaria destituindo-a do cargo pelo pelo AI-5, e que a presidência deveria ser passada para o vice. Poucos dias após essa instrução, Heloneida foi presa pelo regime.

### Prisão
Heloneida foi presa em casa, na Tijuca, por um inspetor e dois policiais, na presença dos filhos pequenos. Seu filho mais velho, na época com 11 anos, ficou encarregado de queimar sua agenda de trabalho, para evitar cair nas mãos da repressão e foi dele a função de acalmar os irmãos mais novos. Heloneida foi para o presídio São Judas Tadeu, na rua da Relação, no centro do Rio de Janeiro. Na prisão, contou com a cooperação das presas em vários momentos. Foi baseado no caso de uma das presas que conheceu que Heloneida escreveu um “Caso Verdade” para a TV Globo. Heloneida ficou presa por 12 dias.

### Manchete
Ao sair da prisão, descobriu que tinha sido demitida do Sesi devido à pressão dos militares. Ela também não conseguiu mais emprego em nenhum jornal da época. Um dia, encontrou com o historiador Raimundo Magalhães Júnior, grande admirador de seu trabalho. Ao perguntar o que ela andava fazendo naqueles dias, descobriu que Heloneida estava desempregada e assim a levou para trabalhar na revista Manchete. Após um teste bem sucedido, Heloneida foi rapidamente contratada e trabalhou na revista por oito anos,(1970-1978).
Mesmo após ser convidada para fazer um jornal feminino na TV Globo, Heloneida se manteve na Manchete. Continuou com sua militância política e fundou uma editora com Luiz Ignácio Maranhão Filho, a editora Encontro, na Cinelândia. Ele queria fundar uma casa editorial para publicar ensaios de cristãos e de autores marxistas, em um modelo parecido com o que havia na Itália, com o Partido Comunista Italiano. A editora publicou dois ensaios, mas Maranhão acabou preso pelo regime, torturado e morto em data incerta em 1975.
Na redação da revista Manchete, Heloneida se tornou amiga de Zuzu Angel. A busca de Zuzu pelo filho inspirou Heloneida e escrever Estandarte da agonia, um dos livros de uma trilogia sobre tortura.

### Feminismo
Heloneida começou a esboçar uma base teórica feminista através de leituras de várias autoras como Simone de Beauvoir. Em 1963, participou do Congresso das Mulheres na União Soviética. Em meados da década de 1970, Heloneida publicou um de seus livros mais famosos, Mulher, objeto de cama e mesa. Em 1975, a Organização das Nações Unidas (ONU) instituiu o Ano Internacional da Mulher. Heloneida participou do Congresso Internacional de Mulheres, no México, evento que marcou muito sua trajetória ao entrar em contato com mulheres do mundo todo. A experiência a inspirou a fundar o Centro da Mulher Brasileira, ao lado de Moema Toscano, Branca Moreira Alves, Rose Marie Muraro, Fanny Tabak e Maria do Espírito Santo Cardoso, a primeira organização feminista do Brasil. Além de denunciar leis retrógradas, o centro também falava da relação entre homens e mulheres e os efeitos do patriarcado nas vidas das mulheres.
O centro tinha reuniões toda semana. Também tinha sede, um jornal próprio e tinha representantes em associações de moradores e sindicatos. Era visado pela polícia do regime, que costumava colocar policiais nas reuniões. Ainda que o Centro da Mulher Brasileira não tenha crescido enquanto organização, ele ajudou a germinar outros núcleos de luta feminista pelo país.

## Parlamentar
Alguns intelectuais de esquerda a procuraram em 1978, na redação da Manchete, e sugeriram que Heloneida deveria se candidatar a um cargo público como deputada estadual. Em duas reuniões da cúpula do Partido Comunista Brasileiro, seu nome surgira para uma indicação à assembleia. Fazendo campanhas em favelas, universidades, ou em comícios na rua, Heloneida se elegeu com seu nome de casada, ao invés do nome de solteira com o qual assinava seus textos e seus livros. Em sua primeira candidatura ela se elegeu com 58 mil votos pelo MDB.
Seu primeiro mandato foi bastante agitado. Havia uma convulsão popular pedindo o fim da ditadura, que era fortemente reprimida pelo regime. Não havia imunidade parlamentar, então políticos que apoiassem manifestações sofriam agressões físicas e eram presos. Heloneida foi bastante ativa nos movimentos pedindo a redemocratização do país, por anistia a presos políticos e pela volta do Estado de direito. Heloneida seria reeleita para mais cinco mandatos, pelo PSDB e depois pelo PT.
Durante a sua atuação como parlamentar, Heloneida exerceu vários cargos importantes, como por exemplo vice-presidente da Comissão Parlamentar de Controle do Meio Ambiente, de 1979 a 1980; presidente da Assembleia Legislativa do Estado do Rio de Janeiro, de 1981 a 1982; integrante das comissões especiais relativas aos direitos da mulher, no que diz respeito aos direitos reprodutivos; vice-líder da bancada do PT; e, de 1995 a 1999, presidente de uma comissão especial destinada a apurar as formas de arrecadação e distribuição dos direitos autorais no Rio de Janeiro. Ainda foi presidente da Comissão Permanente de Defesa dos Direitos Humanos.
Visando a proteção das atividades culturais do Estado do Rio de Janeiro num momento em que várias salas de cinemas estavam sendo fechadas, em 1996 Heloneida Studart envolveu-se em uma polêmica com alguns segmentos evangélicos, notoriamente com a Igreja Universal, ao ser autora da Lei nº 2663, de 27 de dezembro de 1996; onde na qual ficava proibido em todo o território estadual o fechamento de qualquer Espaço Cultural Público sem criação, na mesma área, de espaço equivalente. Isto inviabilizava, de certo modo, a aquisição de antigos cinemas de rua pelas igrejas, que então os transformavam em seus templos, o que era uma prática muito comum naquela época. No ano seguinte, em 1997, uma Proposta De Emenda Constitucional sobre o assunto passou a ser discutida.
Sua atuação na Assembleia Legislativa também se destacou por criar leis que beneficiaram mulheres trabalhadoras, tais como a lei que garantiu o exame de DNA para mães de baixa renda; a lei que obriga as unidades públicas e conveniadas de saúde a realizar cirurgia reconstrutiva de mama em mulheres que sofreram mutilações decorrentes de câncer; a que garantiu a distribuição gratuita de medicamentos para tratamento e monitoramento da diabetes, e a lei que obriga o serviço público a conceder um dia de licença por ano a funcionários com 40 anos ou mais para exame preventivo de câncer.

## Vida pessoal
Heloneida conheceu o marido, Franz Orban, enquanto trabalhava no ônibus itinerante do Sesi. Ele era de origem húngara, gerente de fábrica, com quem teve seis filhos. Apesar de Orban não se envolver com seu trabalho no sindicato, ele não se intrometia.

## Morte
Heloneida morreu em  3 de dezembro de 2007, na cidade do Rio de Janeiro, aos 75 anos, devido a uma parada cardíaca. Seis dias antes, ela passara por uma cirurgia, na Clínica São José, em Humaitá, para a troca da válvula mitral. Ela foi velada no saguão principal do Palácio Tiradentes e foi cremada no crematório do Cemitério do Caju, na Zona Portuária do Rio.

## Homenagens
O Diploma Heloneida Studart, da Assembleia Legislativa do Rio de Janeiro, é entregue todos os anos. O diploma é um instrumento de reconhecimento e estímulo às boas práticas culturais no estado.
O Hospital da Mulher Heloneida Studart, em São João de Meriti, no Rio de Janeiro, leva seu nome em sua homenagem. O hospital é um centro de serviço de referência em alto risco para gestantes e bebês.
Em Niterói, no bairro de Várzea das Moscas, a Escola Municipal Heloneida Studart também é em sua homenagem.
O Prêmio Mulher Cidadã Heloneida Studart, da prefeitura de Maricá, é entregue anualmente pela Coordenação de Políticas para as Mulheres de Maricá, vinculada à Secretaria de Participação Popular, Diretos Humanos e Mulher e homenageia mulheres que se destacam na luta pela equidade de gênero e de direitos nas categorias Nacional, Estadual, Municipal além de uma Homenagem Póstuma.

## Obras
- A primeira pedra. São Paulo: Saraiva, 1953. (Romance).
- Dize-me o teu nome! Rio de Janeiro: Editora São José, 1955. (Romance).
- A culpa. Rio de Janeiro: Livraria Agir Editora, 1963. (Romance).
- Deus não paga em dólar. Rio de Janeiro: Editora Encontro, 1968. (Romance).
- No reino da boneca encantada. Rio de Janeiro: Editora do Brasil, s/d. (Infantil).
- Mulher, brinquedo do homem?. Petrópolis: Vozes, 1969. (Ensaio).
- A deusa da rádio e outros deuses. Rio de Janeiro: Rosa dos Tempos, 1970. (Romance).
- O pardal é um pássaro azul. Rio de Janeiro: Civilização Brasileira, 1975 (Romance).
- Mulher, objeto de cama e mesa. Petrópolis: Vozes, 1975. (Ensaio).
- China, o nordeste que deu certo. Rio de Janeiro: Nosso Tempo, 1977. (Reportagem).
- O estandarte da agonia. Rio de Janeiro: Nova Fronteira, 1981. (Romance).
- O torturador em romaria. Rio de Janeiro: Rocco, 1986. (Romance).
- Mulher, a quem pertence seu corpo?. Petrópolis: Vozes, 1989. (Ensaio).
- Selo das despedidas. Rio de Janeiro: Bluhm, 2000. (Romance).
- Jesus de Jaçanã. São Paulo: Elevação, 2000. (Romance).
- Luiz, o santo ateu. Natal: Editora da EDUFRN/Diário de Natal, 2006. (Biografia).